# Robert Devereux, 2.º Conde de Essex
Robert Devereux, 2.º conde de Essex (Herefordshire, 10 de novembro de 1566 – Torre de Londres, 25 de fevereiro de 1601), "favorito" da Rainha Isabel I de Inglaterra, é o mais conhecido dos "Condes de Essex" (Earl of Essex). Foi um herói militar e "favorito" da Rainha mas, depois de uma fraca campanha militar em 1599 contra os rebeldes irlandeses durante a Guerra dos Nove Anos, enfrentou a sua soberana e foi executado sob a acusação de traição em 1601, após a malsucedida Rebelião de Essex cujo foi o líder.

## Passagem por Portugal
Durante o conflito entre a Inglaterra e Espanha, governada por Filipe II de Espanha (Filipe I de Portugal), o 2.º Conde Essex comandou uma esquadra que passou por diversos pontos da Galiza e de Portugal, desembarcando em Peniche para apoiar as forças militares de D. António, Prior do Crato, passando a ser um dos chamados Amigos de Peniche. Isso no sentido perfurativo e má fama, já que até Lisboa, o seu exército exerceu atos de corso e vandalismo, como sejam, por exemplo, os casos de Faro (em que saqueou e incendiou a Sé Catedral), Faial (em que saqueou diversas igrejas, nomeadamente as da Praia do Almoxarife e Faial da Terra) e Ilha de São Miguel (1597).

## Curiosidades
- Existe uma ópera, Roberto Devereux, de Gaetano Donizetti inspirada na vida do 2.º Conde de Essex.
- Há quem considere o aparecimento da expressão portuguesa "amigo de Peniche" à violência praticada pelas suas tropas, a favor de D. António, Prior do Crato, a quando desembarque em Peniche para estabelecer o cerco a Lisboa.